# イドラ (アルバム)
『イドラ』は、ももいろクローバーZの7枚目のアルバム。2024年5月8日にEVIL LINE RECORDSより発売された。

## 概要
作品名の『イドラ』はラテン語で「偶像」という意味。これは「アイドル」の語源の1つとなっている。
前作の『祝典』以来、2年ぶりのアルバムリリースであり、初回限定盤と通常盤の2形態が用意されている。初回限定盤にはライブ映像とメイキング映像を収録。
このアルバムに収録された新曲「Brand New Day」が日本テレビ系『ぶらり途中下車の旅』の2024年1月から3月のテーマソングに使用した。作詞をJam Fuzz KidのヤマザキタイキとRIKI、作曲をJam Fuzz Kidのヤマザキタイキ、編曲をBlue Bird's Nestの日比野裕史が担当。使用されるのは2024年1月6日から3月30日放送分までで、2024年1月27日の放送には高城れにが「旅人」として出演した。

## 収録内容
初回限定盤（4CD+2Blu-ray）、通常盤（CD）の2形態となっている。

### CD

#### DISC1（全形態共通）
1. 序章 -revelation-
作曲・編曲：辻村有記・伊藤賢
  - 新録曲
2. Heroes
作詞：辻村友記 / 作曲・編曲：辻村有記・伊藤賢
  - 新録曲
  - 4月12日先行配信リリース
  - アルバムリード曲
3. Brand New Day
作詞：ヤマザキタイキ（Jam Fuzz Kid)・RIKI（Jam Fuzz Kid）/ 作曲：ヤマザキタイキ（Jam Fuzz Kid）/ 編曲：日比野裕史（Blue Bird's Nest）
  - 19th配信限定シングル
  - 日本テレビ『ぶらり途中下車の旅』2024年1月〜3月期テーマソング
4. Re:volution
作詞・作曲：田邊駿一 / 編曲：BLUE ENCOUNT
  - 16th配信限定シングル
  - 東北楽天ゴールデンイーグルス 田中将大投手の2023年シーズン登場曲
5. MEKIMEKI
作詞・作曲：サトダユーリ（SUPA LOVE）/ 編曲：木下龍平（SUPA LOVE）
  - 新録曲
  - 日本郵政株式会社 のスポーツ推進プロジェクトカラダうごかせ!ニッポン!の「MEKIMEKI体操～カラダうごかせ！ニッポン！～」楽曲
6. MONONOFU NIPPON feat.布袋寅泰
作詞・作曲：前山田健一 / 編曲：辻村有記・Naoki Itai
  - 17th配信限定シングル
  - ギターで布袋寅泰が参加
7. 一味同心
作詞・作曲：百田夏菜子 / 編曲：永澤和真
  - 11th配信限定シングル
  - 田中将大投手の2022年シーズン登場曲
8. 桃照桃神
作詞：ポチョムキン（餓鬼レンジャー）/ 作曲：及川千春（鋭児）・ポチョムキン（餓鬼レンジャー） / 編曲：及川千春（鋭児）
  - 新録曲
9. Majoram Therapie
作詞：只野菜摘 / 作曲・編曲：invisible manners
  - 12th配信限定シングル
  - ゲームアプリ『デレステ』コラボ曲
10. 追憶のファンファーレ
作詞・作曲・編曲：yonkey
  - 新録曲
11. いちごいちえ
作詞・作曲：CLIEVY（C&K）/ 編曲：小松一也
  - 14th配信限定シングル
  - 結成15周年記念ソング
12. L.O.V.E
作詞：栗原暁・久保田真悟（Jazzin' park）/ 作曲・編曲：久保田真悟（Jazzin' park）
  - 13th配信限定シングル
  - ももクリ2022テーマソング
13. Friends Friends Friends
作詞・作曲・編曲：清竜人
  - 新録曲
14. 誓い未来
作詞：北川悠仁 / 作曲：北川悠仁・岡田実音 / 編曲：PRIMAGIC
  - 18th配信限定シングル
  - 太田胃散CMソング
15. idola
作詞：只野菜摘 / 作曲・編曲：NARASAKI
  - 新録曲
  - アルバムタイトル曲。本作収録曲では演奏時間が最長（グループの楽曲では「Neo STARGATE」に次いで長い）。

#### DISC2（初回限定盤のみ）
- 「イドラ」（ALBUM off vocal ver.）

#### DISC3・4（初回限定盤のみ）
- 「QUEEN OF STAGE」（2023.10.15 ツアーファイナル公演） LIVE CD Part 1, 2

### Blu-ray（初回限定盤のみ）

#### DISC1
- 「イドラ」 ALBUM Documentary
- 「MONONOFU NIPPON feat. 布袋寅泰」MUSIC VIDEO
- 「誓い未来」MUSIC VIDEO
- 「Heroes」MUSIC VIDEO

#### DISC2
- MOMOIRO CLOVER Z 15th Anniversary Tour 「QUEEN OF STAGE」（2023.10.15ツアーファイナル公演）

セットリスト
- 01. QOS OPENING
- 02. 走れ！ -ZZ ver.-
- 03. DNA狂詩曲(ラプソディ)
- 04. PUSH
- 05. 笑ー笑 ～シャオイーシャオ！～
- 06. Another World
- 07. じゃないほう
- 08. バイバイでさようなら
- 09. Guns N’ Diamond
- 10. PLAY!
- 11. ゴリラパンチ
- 12. Nightmare Before Catharsis
- 13. Re:volution
- 14. HAND
- 15. リバイバル
- 16. A-rin QOS REMIX MEDLEY (だってあーりんなんだもーん⭐︎〜あーりんは反抗期!〜あーりんはあーりん♡)
- 17. 赤い幻夜
- 18. 天国のでたらめ
- 19. GOUNN
- 20. MONONOFU NIPPON feat. 布袋寅泰
- 21. QUEEN HISTORY MEDLEY(ももいろパンチ〜ピンキージョーンズ〜Z伝説　終わりなき革命〜サラバ、愛しき悲しみたちよ〜灰とダイヤモンド〜MOON PLIDE 〜夢の浮世に咲いてみな〜ザ・ゴールデン・ヒストリー〜BLAST!〜クローバーとダイヤモンド〜The Diamond Four〜月色Chainon〜一味同心〜いちごいちえ)
- 22. 行くぜっ！怪盗少女 -ZZ ver.-

＜ENCORE＞
- 23. overture ～ももいろクローバーZ参上！！～
- 24. DECORATION
- 25. 誓い未来
- 26. 吼えろ

## 参加ミュージシャン
| 序章 -revelation- [1:48] - All Programming: 伊藤 賢、辻村有記 Heroes [3:45] - All Programming: 伊藤 賢、辻村有記 - Violin & Viola: 雨宮麻未子 - Chorus: 辻村有記 Brand New Day [4:10] - Performance: Jam Fuzz Kid - Chorus: RIKI - Guitar: ヤマザキタイキ、浅井 龍 - Bass: John S.Kobatake - Drums: LUKE - Strings: 矢野小百合ストリングス - Programming: 日比野裕史 Re:volution [3:41] - Guitar: 田邊駿一、江口雄也 - Bass: 辻村勇太 - Drums & Programming: 高村佳秀 MEKIMEKI [3:11] - Guitar: 山田奏士 - All Other Instruments & Programming: 木下龍平 (SUPA LOVE) MONONOFU NIPPON feat. 布袋寅泰[4:23] - Programming: 前山田健一、Naoki Itai - Guitar: 布袋寅泰 - Bass: やまもとひかる - Drums: Mike Marrington - Piano: 西村奈央 - 三味線: 小山 豊 一味同心 [4:39] - Programming & All Instruments: 永澤和真 (agehasprings) 桃照桃神 [3:59] - Guitar & Programming: 及川千春 (鋭児) - Programming: 近谷直之 - Bass: 菅原寛人 (鋭児) - Violin: 大島理紗子、廣田 碧 - Viola: 飯野和秀 - Cello: 築地杏里 | Majoram Therapie [4:25] - Programming & All Other Instruments: invisible manners (平山大介・福山 整) - Guitar: 伏見 蛍 追憶のファンファーレ [3:35] - Written, Arranged & Produced by yonkey いちごいちえ [3:52] - Trumpet: 湯本淳希 - Trombone: Tocchi - A.Saxophone: 黒川和希 - T.Saxophone: 橋本和也 - Chorus: ellie - Programming & Other Instruments: 小松一也 L.O.V.E. [3:29] - All Other Instruments & Guitar: 久保田真悟 (Jazzin'park) - Piano: 呉服隆一 - Trumpet: 吉澤達彦 - Trombone: 半田信英 - Saxophone: 村瀬和広 - Chorus: 稲泉りん、Aico Friends Friends Friends [4:36] - Keyboard & Programming: 清 竜人 - Drums: 川口千里 - Bass: 小林修己 - Guitar: 菰口雄矢 - Chorus: メロディー・チューバック 誓い未来 [4:38] - Guitar: 生本直毅 - Bass: 柳野裕孝 - Strings: 吉田宇宙ストリングス - All Other Instruments: PRIMAGIC - Chorus: 北川悠仁 idola [8:12] - Guitar & Programming: NARASAKI - Bass: 山崎英明 - Horn: 佐藤友架 - Violin: 小嶋りん |

## タイアップ
- Brand New Day - ぶらり途中下車の旅（日本テレビ系、2024年1月～3月 エンディングテーマ）　2月9日配信リリース